# Manuel Carreiras Valiña
Manuel Carreiras Valiña (Lugo 1959) es un científico español especialista en  neurobiología y  psicolingüística. 
Desde el año 2008 es creador y director científico  del Basque Center on Cognition, Brain and Language (BCBL) en San Sebastián (España). El BCBL es  un centro internacional de investigación interdisciplinar para el estudio de la cognición, el cerebro y el lenguaje cuyos patrocinadores son La Fundación Vasca para la ciencia Ikerbasque, Innobasque, la Universidad del País Vasco la Diputación de Guipúzcoa y el Gobierno Vasco.

## Biografía y trayectoria profesional
Realizó la licenciatura  y un máster en Psicología  por la Universidad de Santiago de Compostela y en 1984 obtuvo el doctorado  en esta misma rama por la Universidad de La Laguna donde fue profesor.
Pronto enfocó sus investigaciones hacia el área de la  lectura, el bilingüismo y el aprendizaje de segundas lenguas, en definitiva la psicolingüistica.
Ha  realizado investigación en centros en España, EE. UU., Reino Unido, Suecia y Australia.
En el año 2008, en razón a su trayectoria, fue creador y   Director Científico del Basque Center on Cognition, Brain and Language en San Sebastián (España) cuyos patrocinadores fueron  Ikerbasque, Innobasque, La Universidad del País Vasco,  la Diputación de Guipúzcoa y el Gobierno Vasco.
Es  profesor investigador de la fundación vasca para la ciencia Ikerbasque y de  la Universidad del País Vasco.
Ha sido ganador del premio Euskadi de Investigación 2015, y del Premio Nacional de Investigación en Ciencias Sociales Pascual Madoz, 2019.